# Canal Teno-Chimbarongo
El canal Teno-Chimbarongo es un curso artificial de agua construido a principios de la década de los 1970 que lleva caudales desde el río Teno, que pertenece a la cuenca del río Mataquito, al estero Chimbarongo, que es parte de la cuenca del río Rapel.
Además de contribuir al riego de la cuenca del norte y su seguridad en tiempos de sequía, el canal contribuye a la generación de energía eléctrica en la central hidroeléctrica Rapel.
Las aguas del canal alimentan también el embalse Convento Viejo.

## Descripción
La obra completa incluye el canal de trasvase, el embalse Convento Viejo y la central hidroeléctrica Rapel.
El canal consiste de una bocatoma, el canal mismo y la entrega. La bocatoma está instalada a 470 m aguas arriba del Puente Teno en la Ruta 5.
Tiene 13,7 km y descarga sus aguas en la quebrada (Parcelas-)Quinta, un curso natural que las descarga 3 km más abajo en el río Chimbarongo.